# Hunyada venosa
Hunyada venosa är en fjärilsart som beskrevs av Sergius G. Kiriakoff 1962. Hunyada venosa ingår i släktet Hunyada och familjen tandspinnare. Inga underarter finns listade i Catalogue of Life.